# 萊維過程
莱维过程（Lévy process）源于法国数学家保羅·皮埃爾·萊維，是连续时间上的一种拥有独立稳定增量的左极限右连续（Càdlàg）的随机过程。著名的例子有维纳过程和泊松过程。

## 定义
一个随机过程{\displaystyle X=\{X_{t}:t\geq 0\}}是一个莱维过程如果符合以下条件：
1. {\displaystyle X_{0}=0\,} 几乎确定。
2. 独立增量：对任何{\displaystyle 0\leq t_{1}<t_{2}<\cdots <t_{n}<\infty }, {\displaystyle X_{t_{2}}-X_{t_{1}},X_{t_{3}}-X_{t_{2}},\dots ,X_{t_{n}}-X_{t_{n-1}}}相互独立。
3. 稳定增量：对任何{\displaystyle s<t\,}, {\displaystyle X_{t}-X_{s}\,}与{\displaystyle X_{t-s}\,}有相同分布
4. {\displaystyle t\mapsto X_{t}} is 几乎确定右连左极.

## 性质

### 独立增量
设Xt是一个连续时间上的随机过程。也就是说，对于任何固定的t ≥ 0，Xt是一个随机变量。过程的增量为差值Xs − Xt（任意的时间t < s）。 独立增量意味着对于任何时间s > t > u > v，Xs − Xt和Xu − Xv相独立。

### 稳定增量
如果增量Xs − Xt的分布只依赖于时间间隔s − t，则称增量是稳定的。
例如，对于维纳过程，增量Xs − Xt服从均值为0，方差为s − t的正态分布。
对于泊松过程，增量Xs − Xt服从指数为s − t的泊松分布

### 可分性
莱维过程与无限可分分布有关：
- 增量的分布是无穷可分的。即对任意给定的n，Xt的分布可以表示为n个与Xt/n同分布的随机变量的和的分布。
- 反之，对于每个无穷可分的分布，可以构造出一个与之对应的Lévy过程。

### 矩
当莱维过程的n阶矩{\displaystyle \mu _{n}(t)=E(X_{t}^{n})}存在有限时， 它满足二项式等式：
{\displaystyle \mu _{n}(t+s)=\sum _{k=0}^{n}{n \choose k}\mu _{k}(t)\mu _{n-k}(s).}

## 例子

### 维纳过程
定义

X为维纳过程（或者标准布朗运动） 当且仅当
1. 对任何{\displaystyle \scriptstyle t\geq 0}， 随机变量{\displaystyle X_{t}}服从正态分布{\displaystyle \scriptstyle {\mathcal {N}}(0,t)},
2. 它的轨迹是几乎处处连续的；即， 对于几乎所有的事件{\displaystyle \scriptstyle \omega }，关于t的函数{\displaystyle \scriptstyle \omega \mapsto X_{t}(\omega )}是连续的。

性质
- 它的傅立叶变换为：

{\displaystyle \mathbb {E} {\Big [}e^{i\theta X_{t}}{\Big ]}=\exp \left(-{\frac {1}{2}}t\theta ^{2}\right)}
其他性质可参考词条布朗运动。

### 复合泊松过程
定义

X为一个实参数为{\displaystyle \scriptstyle c\geq 0}，测度为{\displaystyle \scriptstyle \nu } 复合泊松过程当且仅当它的傅立叶变换为：
{\displaystyle \mathbb {E} {\Big [}e^{i\theta X_{t}}{\Big ]}=\exp \left(ct\left(\int _{\mathbb {R} }e^{i\theta x}\nu (dx)-1\right)\right)}.
性质
- 参数为  {\displaystyle \scriptstyle c\geq 0}，测度为Dirac测度（英语：Dirac measure）{\displaystyle \scriptstyle \nu =\delta _{1}}的复合泊松过程为泊松过程.
- 设N为参数为{\displaystyle \scriptstyle c\geq 0}的泊松过程，{\displaystyle \scriptstyle S_{n}=\sum _{k=0}^{n}Y_{k}}为一个随机游走（{\displaystyle \scriptstyle Y_{1}}的分布为{\displaystyle \scriptstyle \nu }），那么{\displaystyle \scriptstyle X_{t}=S_{N_{t}}}为一个复合泊松过程。

## 参阅
- 独立同分布
- 维纳过程
- 泊松过程
- 马尔可夫链